# Flash Comics
Flash Comics foi uma revista em quadrinhos (banda desenhada, em Portugal) antológica publicada pela All-American Publications e depois pela National Periodicals (DC Comics). O título teve 104 edições publicadas de Janeiro de 1940 a Fevereiro de 1949. Apesar do nome do quadrinhos ser Flash Comics, Flash era apenas uma das muitas séries diferentes incluídas na revista.

## Histórico da publicação
A série estreou em Janeiro de 1940 cf. data da capa[carece de fontes?] e a primeira edição trouxe as primeiras aparições das versões da Era de Ouro do Flash, Gavião Negro, e Johnny Trovoada. O Flash estrelou a série de quadrinhos, All-Flash, que teve 32 edições entre Junho de 1941 e Dezembro de 1948.[carece de fontes?]
A longa associação do artista Joe Kubert com o personagem Gavião Negro começou com a história "The Painter and the $100,000" em Flash Comics #62 (Fevereiro de 1945). O Monóculo foi introduzido na #64 como um novo inimigo do Gavião Negro.
O primeiro trabalho publicado de Carmine Infantino para a DC foi "The Black Canary", um história de seis-páginas de Johnny Trovoada em Flash Comics #86 (Agosto de 1947) que apresentou a super-heroína Canário Negro. Os escritores Robert Kanigher e Joe Kubert criaram a Espinho na edição #89 (Novembro de 1947).
Flash Comics foi cancelada em 1949 na edição #104.[carece de fontes?] Quando a DC Comics deu ao Flash da Era de Prata, sua própria revista em quadrinhos, que continuou a antiga numeração da Flash Comics, começando na edição #105.
As séries pulicadas em Flash Comics foram:
- The Flash (Flash) - edições #1-104
- Hawkman (Gavião Negro) - edições #1-104
- Johnny Thunder (Johnny Trovoada) - edições #1-91
- The Whip (Whip) - edições #1-55[9]
- Cliff Cornwall - edições #1-19
- Ghost Patrol - edições #29-104[10]
- Black Canary - edições #92-104[11]

## Encadernados
- Golden Age Flash Archives -
  - Vol. 1 coleta as histórias de "Flash" da Flash Comics #1-17, 224 páginas, Setembro de 1999, ISBN 978-1563895067
  - Vol. 2 coleta as histórias de "The Flash" da Flash Comics #18-24, 224 páginas, Fevereiro de 2006, ISBN 978-1401207847
- The Flash Archives Vol. 1 inclui as histórias de "Flash" da Flash Comics #104, 224 páginas, Maio de 1998, ISBN 978-1563891397
- Golden Age Hawkman Archives Vol. 1 coleta as histórias de "Hawkman" ("Gavião Negro") da Flash Comics #1-22, 224 páginas, Fevereiro de 2006, ISBN 978-1401204181
- JSA All-Stars Archives Volume 1 inclui as histórias de "Johnny Thunder" ("Johnny Trovoada") da Flash Comics #1-4, 256 páginas, Outubro de 2007, ISBN 978-1401214722
- Black Canary Archives coleta as histórias de "Johnny Thunder" ("Johnny Trovoada") da Flash Comics #86-91 e as histórias de "Black Canary" ("Canário Negro") da Flash Comics #92-104, 224 páginas, Dezembro de 2000, ISBN 978-1563897344